# نبردناو تیرپیتس
نبردناو تیرپیتس (به انگلیسی: German battleship Tirpitz) یک نبردناو از کلاس بیسمارک بود که همراه با نبردناو بیسمارک برای «کریگس‌مارینه» نیروی دریایی آلمان نازی، در سال ۱۹۳۹ ساخته شده بود. این نبردناو به افتخار دریاسالار بزرگ آلفرد فن تیرپیتس، معمار نیروی دریایی امپراتوری آلمان نام‌گذاری شد. این کشتی ۲۰۰۰ تن سنگین‌تر از بیسمارک بود که آن را به سنگین‌ترین کشتی جنگی که توسط یک نیروی دریایی اروپایی ساخته شده‌است تبدیل کرد.
تیرپیتس پس از تکمیل کارآزمایی‌های دریایی در اوایل سال ۱۹۴۱ به‌عنوان مرکز ناوگان بالتیک برای جلوگیری از تهاجم احتمالی ناوگان بالتیک شوروی در نظر گرفته شد. در اوایل سال ۱۹۴۲، این کشتی به نروژ رفت تا به‌عنوان یک عامل بازدارنده در برابر تهاجم متفقین عمل کند. همچنین قرار بود تیرپیتس برای رهگیری کاروان‌های متفقین با مقصد اتحاد جماهیر شوروی استفاده شود و دو مأموریت از این قبیل در سال ۱۹۴۲ انجام شد. همچنین وجود تیرپیتس در منطقه نیروی دریایی پادشاهی بریتانیا را مجبور کرده بود تا نیروهای دریایی قابل توجهی را در منطقه برای مهار این کشتی جنگی مشغول کند.

## ویژگی‌ها
تیرپیتس وزنی معادل ۴۲٬۹۰۰ تن (۴۲٬۲۰۰ تن بزرگ) داشت و در وضعیت عملیاتی و با بارگیری کامل به ۵۲٬۶۰۰ تن (۵۱٬۸۰۰ تن بزرگ) می‌رسید. طول کشتی ۲۵۱ متر (۸۲۳ فوت ۶ اینچ) و تیر آن، ۳۶ متر (۱۱۸ فوت ۱ اینچ) و حداکثر آبخور آن ۱۰٫۶۰ متر (۳۴ فوت ۹ اینچ) بود. در وضعیت عادی پرسنل کشتی شامل ۱٬۹۶۲ نفر به همراه ۱۰۳ افسر بود که این تعداد در شرایط جنگی به ۲٬۵۰۰ نفر و ۱۰۸ افسر افزایش می‌یافت. تیرپیتس همچنین دارای ۳ توربین بخار بود که توان ۱۶۰٬۷۹۳ اسب بخار و حداکثر سرعت ۵۷ کیلومتر بر ساعت را ایجاد می‌کرد.

## سرنوشت
در سپتامبر ۱۹۴۳، تیرپیتس همراه با رزم‌ناو شارن‌هورست، مواضع متفقین را در اسپیتزبِرگِن بمباران کردند. این حمله تنها زمانی بود که این کشتی از توپ‌های اصلی خود در نقش تهاجمی استفاده کرد. اندکی پس از آن، تیرپیتس در حملات زیردریایی‌های کوچک بریتانیایی آسیب دید و متعاقباً در معرض یک سری حملات هوایی در مقیاس بزرگ قرار گرفت. طی عملیات کتکیزم در ۱۲ نوامبر ۱۹۴۴، گروهی متشکل از ۳۹ بمب‌افکن لنکستر بریتانیا که مجهز به بمب‌های «تالبوی» با جِرم ۱۲٬۰۰۰-پوند (۵٬۴۰۰-کیلوگرم) بودند، آسیب‌هایی جدی به تیرپیتس وارد کردند و این بمباران باعث واژگونی کشتی شد.

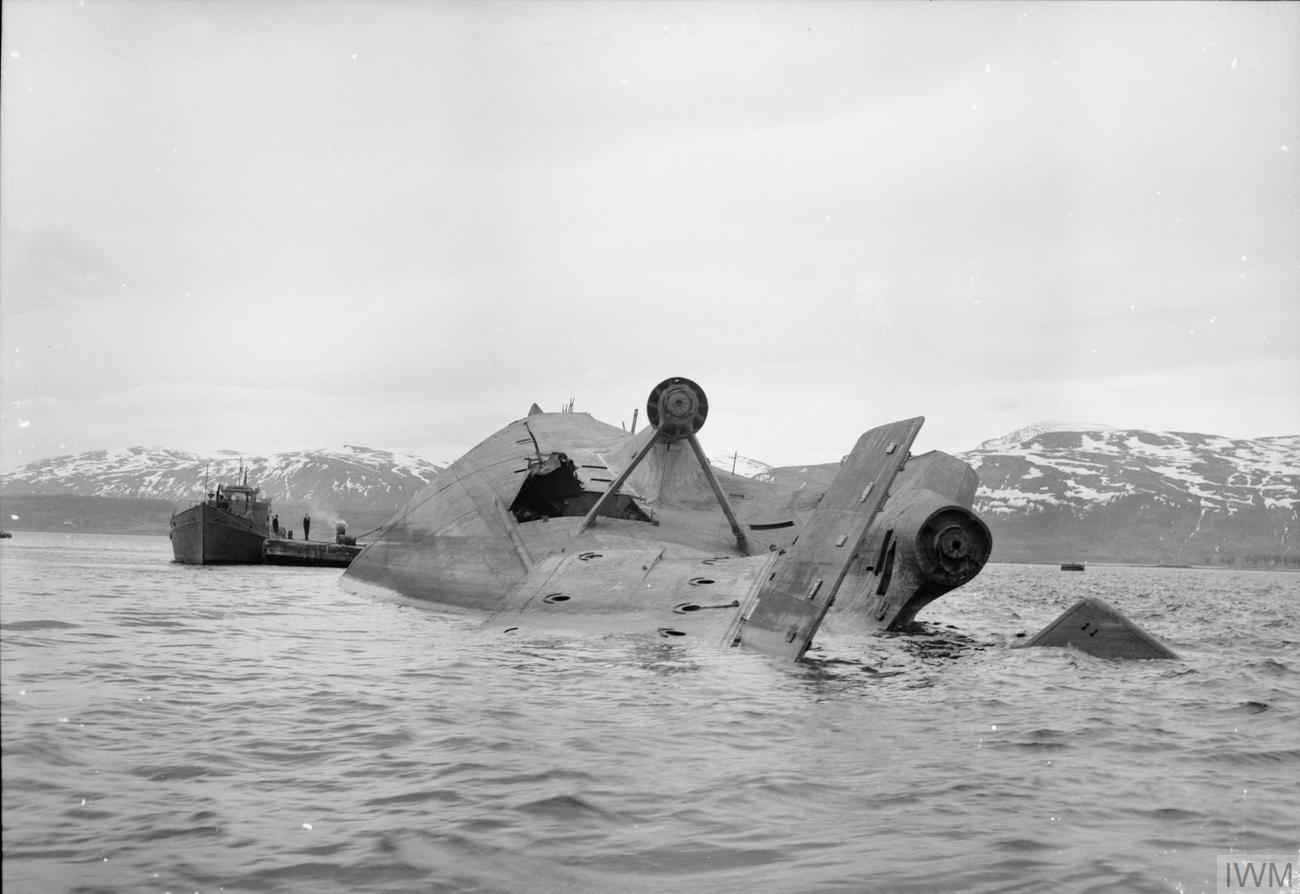
تیرپیتس پس از بمباران و واژگونی

در پی این حملات و سرایت آتش به مهمات درون کشتی، انفجار بزرگی رُخ داد و غرق شدن این کشتی آغاز شد. در این حمله ۹۵۰ تا ۱۲۰۴ نفر از سرنشینان کشتی، جان باختند و حدود ۲۰۰ نفر نجات یافتند.
پس از نابودی تیرپیتس، عملکرد لوفت‌وافه در دفاع از آن به‌شدت مورد انتقاد قرار گرفت. سرگرد هاینریش ارلر از فرماندهان لوفت‌وافه در منطقه به‌دلیل ناکامی در رهگیری بمب‌افکن‌های بریتانیایی مقصر شناخته شد و در دادگاه نظامی اسلو محاکمه شد و در معرض مجازات اعدام قرار گرفت. شواهدی ارائه شد مبنی بر این‌که واحد او با وجود درخواست کمک، به کریگس‌مارینه کمک نکرده‌است. او به سه سال زندان محکوم شد، اما پس از یک ماه آزاد شد، تنزل رتبه یافت و به یک اسکادران جنگندهٔ ام‌ئی ۲۶۲ در آلمان منتقل شد.  تحقیقات بیشتر مشخص کرد که ارتباط ضعیف بین کریگس‌مارینه و لوفت‌وافه باعث این شکست شده و ارلر تبرئه شد.  بین سال‌های ۱۹۴۸ و ۱۹۵۷، لاشهٔ نبردناو تیرپیتس پس از پایان جنگ جهانی دوم طی عملیات مشترک نروژ و آلمان پیدا شد. قطعات باقی‌ماندهٔ کشتی نیز توسط یک شرکت نروژی فروخته شد. 